# Osmar Donizete Cândido
Osmar Donizete Cândido, detto Donizete (Prados, 24 ottobre 1968), è un ex calciatore brasiliano, di ruolo attaccante.

## Caratteristiche tecniche
Giocava come attaccante. I suoi punti forti erano la rapidità e la capacità di finalizzare le azioni, abile nel svirgolare il pallone durante i suoi tentativi di andare a rete, colpendo il pallone al volo. Era soprannominato Pantera a causa del suo modo di festeggiare dopo una rete segnata.

## Carriera

### Club
Cresciuto nel Volta Redonda, guadagnò una certa notorietà giocando nel Botafogo, dove ottenne anche la convocazione in Nazionale e vinse il Campeonato Brasileiro Série A, nel 1995. Insieme a Túlio Maravilha, formò una prolifica coppia d'attacco che aiutò la squadra a vincere il titolo nazionale. Nel 1997 Donizete fu messo sotto contratto dal Cruzeiro per giocare una sola partita, la finale della Coppa Intercontinentale in Giappone contro il Borussia Dortmund. Con il Vasco da Gama vinse la Coppa Libertadores 1998. In Messico, militò nell'UAG Tecos, onde dove vinse il campionato nazionale nel 1994. Al termine della carriera giocò per il Macaé Esporte, per cercare la promozione alla prima divisione del Campionato Carioca, obiettivo che però non venne raggiunto.

### Nazionale
Con la Nazionale di calcio del Brasile venne convocato alla CONCACAF Gold Cup 1998. In tutto ha collezionato 9 presenze con la maglia del Brasile.

## Palmarès

### Club

#### Competizioni statali
- Campeonato Carioca: 1

Botafogo: 1990
- Campionato paulista: 1

Corinthians: 1997
- Taça Rio: 2

Botafogo: 1999
Vasco da Gama: 2004

#### Competizioni interstatali
- Torneo Rio-San Paolo: 1

Vasco da Gama: 1999

#### Competizioni nazionali
- Campionato messicano di calcio: 1

UAG Tecos: 1993-1994
- Campionato brasiliano: 1

Botafogo: 1995

#### Competizioni internazionali
- Coppa Libertadores: 1

Vasco da Gama: 1998

### Individuale
- Pallone d'oro (Messico): 1

1993-1994
- Bola de Prata: 1

1995